# Nol Havens
Arnoldus Ignatius Maria Josephus (Nol) Havens (Tilburg, 3 december 1959) is een Nederlandse zanger. Hij is bekend als de zanger van de Nederlandstalige popgroep VOF de Kunst. Met deze groep scoorde hij enkele grote hits in Nederland en Europa. De grootste hits waren Suzanne in 1983 en Een kopje koffie in 1987.

## Biografie
Nol Havens begon zijn Nederlandstalige zangcarrière in 1983 als zanger van VOF de Kunst en scoorde met de eerste single Suzanne een hit in Europa. Suzanne stond in 7 landen op nummer 1. In het Verenigd Koninkrijk belandde de Engelstalige versie op #12. In 1987 zong Havens "Een kopje koffie" met tekst van Erik van Muiswinkel. Eind jaren 80 begin jaren 90 zingt Havens met VOF de Kunst kinderliedjes in Sesamstraat.
Havens speelt gitaar (akoestisch en elektrisch).
Havens is naast zanger ook fotograaf. Vooral zijn portretten en stillevens worden veelvuldig gebruikt.
Op 27 april 2007 werd Nol Havens benoemd tot Ridder in de Orde van Oranje-Nassau.

## Kinderliedjes
Sinds 1990 maakt VOF de Kunst ook cd's met kinderliedjes. Er werden tot 2008 1,7 miljoen kinder cd's verkocht.

## Theater
Vanaf 1996 staat Havens met VOF de Kunst in de Nederlandse theaters met kinderpopconcerten. Aanleiding voor deze concerten zijn de kindercd's van VOF de Kunst met gedichten van Annie M.G. Schmidt. VOF de Kunst was met deze liedjes drie seizoenen te zien in 'Sesamstraat'.
In 2004 was Havens betrokken bij een theatertournee door Nederland (Suzanne voorbij), waarin hij met talenten van de Fontys Rockacademie in Tilburg en de Toneelacademie in Maastricht terugkeek op de nederpop in de jaren 80 van de 20e eeuw, in het bijzonder de periode waarin VOF de Kunst ook in het buitenland succes had. In 2005 stond Havens samen met kinderboekenschrijvers in de theaters met de voorstelling 'De Luistervink', een voorstelling om kinderen aan het lezen te krijgen. Vanaf 2008 gaat Havens zich meer richten op het produceren van CD's, theatervoorstellingen en luisterboeken. Havens staat van 2018 tot 2019 met cabaretière Karin Bruers in de theaters met de voorstelling "Bruers haalt uit". Vanaf 2018 tourt Nol ook solo door Nederland en België.

## Andere activiteiten
Havens is vriend van Villa Pardoes. Verder heeft hij een eigen bedrijf, De Kunst bv, dat gespecialiseerd is in het maken, produceren en distribueren van luisterboeken en andere multimedia. Van 2007 tot 2011 is De Kunst bv het agentschap/management van Carice van Houten. Havens heeft een eigen muzieklabel "De Kunst".

## Radio
Van 2008 tot eind 2011 presenteerde Havens op zaterdagmiddag samen met Hubert Mol 'Mol&Nol' bij de regionale zender Omroep Brabant.
- Biblioteca Nacional de España: XX1579139
- International Standard Name Identifier: 0000 0003 7190 5811
- MusicBrainz: 3fce2e2f-b93f-4fc3-b9b7-d9c79c2069dd
- Virtual International Authority File: 87302025
- WorldCat: E39PBJjMGDDmGc4TvWXRX3wcT3